# Panzer Corps
Panzer Corps ist ein rundenbasiertes Strategiespiel des Publishers Slitherine Ltd. Es spielt in einem (teilweise fiktiven) Weltkriegsszenario. Im März 2020 erschien der Nachfolger Panzer Corps 2.
Panzer Corps wurde nach zweijähriger Entwicklungszeit im Jahr 2011 veröffentlicht. Es ähnelt im Spielaufbau sehr dem ebenfalls rundenbasierten Spiel Panzer General von 1994. Aktuell wird Panzer Corps über das Internet vertrieben, entweder als Direct Download oder bei Wunsch mit kleinem Aufpreis als Boxversion mit gedrucktem Handbuch bestellbar.

## Spielprinzip
Die Spielkarte wird mit einem Sechseckraster dargestellt, auf dem die verschiedenen Truppentypen verschoben werden. Der Spieler kann in einem einzelnen Zug jede seiner Truppen im Rahmen ihrer Fähigkeiten bewegen oder spezielle Aktionen ausführen (etwa Nachladen, Truppen aufstocken, Transport). Danach zieht der Gegner seine Truppen, bevor der Spieler seinen nächsten Zug ausführen darf.
Es gibt einen Kampagnenmodus, in dem jeweils einzelne Schlachten gewonnen werden müssen, d. h. immer eine gesamte Karte unter bestimmten Bedingungen erobert werden muss. Hierbei kann man sich auf die Seiten der Achsenmächte schlagen und in einer alternativen Realität die Eroberung der alliierten Gebiete fortsetzen. Beendet man die einzelnen Schlachten unter einer bestimmten Mindestzugzahl, wirkt sich dies positiv auf den weiteren Kampagnenverlauf des Spielers aus. Insgesamt stehen vier verschiedene Kampagnen zur Auswahl.
Beim Szenariomodus werden einzelne Schlachten ohne großen Zusammenhang ausgetragen. Etwa zwei Dutzend Szenarien sind zur Auswahl möglich.
Es gibt diverse Truppengrundtypen (Infanterie, Artillerie, Panzer, Spähpanzer, Flugabwehr, Panzerabwehr, Jagdflugzeuge, Taktische Bomber, Strategische Bomber, Diverse Schiffsklassen), die sich jeweils in mehrere konkrete Einheiten unterteilen. Beispielsweise gibt es im Spiel unter der Kategorie Infanterie der Wehrmacht Grenadiere, Pioniere, Brückenpioniere, Gebirgsjäger, Fallschirmjäger und Kavallerie. Jede einzelne dieser Einheiten hat unterschiedliche Stärken und Schwächen (beispielsweise ist eine Panzerabwehrkanone gut gegen Panzer, verfügt aber über einen geringen Wirkungsgrad gegen Infanterie; Panzer sind in offenem Gelände kampfstark, aber bedingt kampfschwach in Städten oder Wäldern).
Spielwährung ist Prestige, welches verwendet wird, um neue Truppen zu erwerben oder bereits vorhandene zu erneuern. Prestige gewinnt der Spieler unter anderem durch erfolgreiches Besetzen feindlicher Städte. Das Gelände und das Wetter haben einen Einfluss auf die Truppenbewegung und den Kampfausgang. Einzelne Truppentypen können zufallsbedingt durch gute Kampfergebnisse ausgezeichnet werden, ebenso ist es möglich, durch gutes Abschließen eines Szenarios einen besonderen Elitetrupp zu erhalten.
Außer dem Einzelspielermodus ist auch eine Multiplayerfunktion vorhanden.
Durch die Gewinnung von Prestigepunkten, die zum Kauf von Einheiten bestehend aus Soldaten und Fahrzeugen dienen, wird dem Spieler suggeriert, dass die Vernichtung von gegnerischen Einheiten und der eigene Angriff im militärischen Sinne die gewollte Handlungsoption ist. Dabei steht die Ressource Mensch als nicht limitierter Faktor unendlich sofort zur Verfügung und Fahrzeuge werden im Sinne der Menge an Prestigepunkten als sofort verfügbare Ressource dargestellt. Der Aspekt der Logistik im militärischen Sinn wird dabei ebenso wie das Sanitätswesen und Führungstruppen vernachlässigt, um eine Nähe zu Taktikspielen zu behalten. Die Aspekte der Produktion in einem Wechselspiel aus Arbeitsressource Mensch als Arbeiter oder Soldat, dessen Ausbildung über Kaserne und Truppenübungsplatz, und den Produktionsressourcen Energie, Stahl und Kautschuk für die Produktion oder Betriebsstoff und Munition kommt in dem Strategiespiel als vorausplanendes Element nicht vor. So dauert die Aufstellung eines fliegenden Verbandes genauso lange wie die einer Infanterie. Zeit spielt nur im Hinblick auf die limitierte Rundenzahl eine Rolle, wenn z. B. zwischen taktischem Auftanken/Aufmunitionieren und schnellem Vormarsch entschieden werden muss.

## Ergänzungen und Erweiterungen
Bereits im November 2011 begann Slitherine mit der Veröffentlichung zusätzlicher Grand Campaign-Szenarien, die als Download über das Internet erhältlich waren und dem Spiel zusätzliche Tiefe verleihen sollen. So stehen z. B. im Grand Campaign '40 nicht weniger als 14 neue Szenarien aus dem deutschen Westfeldzug von 1940 zur Verfügung, der im Basisspiel in nur zwei Szenarien abgehandelt wird. Insgesamt erschienen bis Anfang 2013 zehn verschiedene Grand Campaign-Erweiterungen, die verschiedene Feldzüge an der europäischen Ost- und Westfront zwischen 1939 und 1945 behandeln und inzwischen auch alle zusammen als „Mega Pack“ erhältlich sind. Wie im Basisspiel kann der Spieler seine Kerneinheiten von einem Feldzug zum nächsten mitnehmen, sie Erfahrung sammeln lassen und mit neuartigen Waffen ausstatten.
Im Gegensatz zu der fiktiven Kampagne des Grundspiels, bei der erfolgreiche Spieler die USA erobern können, orientieren sich die insgesamt 10 Grand Campaigns an dem tatsächlichen Verlauf des Zweiten Weltkriegs.
Im August 2012 erschien die eigenständig spielbare Erweiterung Panzer Corps: Afrikakorps, die 24 historische und fiktive Szenarien aus dem nordafrikanischen und vorderasiatischen Kriegsschauplatz enthält. Mitte 2013 ist außerdem die Erweiterung Panzer Corps: Allied Corps erschienen, die es dem Spieler ermöglicht, nun auch für eine ganze Kampagne die Rolle eines britischen oder amerikanischen Heerführers zu übernehmen, was bisher nur in den Einzelszenarien möglich war. Im Oktober 2015 wurde Panzer Corps: Operation Sea Lion veröffentlicht, das in 30 Szenarien den fiktiven deutschen Angriff auf England im Jahr 1941 spielen lässt. Die Spieler können diesen Feldzug im Rahmen der Grand Campaign oder als eigenständige Kampagne spielen.
Am 18. Februar 2016 erschien mit "Soviet Corps" eine weitere eigenständig spielbare Erweiterung, in der man das Kommando über die sowjetischen Truppen übernimmt. Aktuell wird an weiteren Erweiterung im Stile der Grand Campaign gearbeitet. Panzer Corps: US Corps befindet sich derzeit in der Beta Phase und die Veröffentlichung ist in drei Teilen (US Corps '42, US Corps '43 und US Corps '44-'45) für Ende Mai geplant.

### Modifikationen
Bereits im August 2011 begann die Fangemeinde des Spiels eigene Modifikationen bzw. eigens erstellte Szenarien zu entwerfen und zu verbreiten. So erschien im August 2011 mit der Modifikation „Afrika Korps“ (Afrikafeldzug ab 1940) eine erste nicht kommerzielle Erweiterung zum Spiel, welche mit eigens gestalteten Einheiten und Landschaften viel Beachtung fand. Solche Modifikation im Stile einer Total Conversion erschienen in den Folgejahren immer wieder. So wurden im Jahr 2012 weitere Total Conversion Mods unter dem Namen „Winterkrieg“ (Sowjetisch–Finnischer Krieg ab 1939) und „Ostfront“ (Deutsch–Sowjetischer Krieg ab 1941) veröffentlicht.
Im Jahr 2013 erschien zudem mit „Pazifik Korps“ (Zweiter Japanisch-Chinesischer Krieg ab 1937 und Pazifikkrieg ab 1941) eine der aufwändigsten Modifikationen seiner Art zum Spiel. Ergänzend zu diesen Erweiterungen durch Szenarien  erscheinen in regelmäßigen Abständen kleinere Mods in Foren und auf Fansites. Diese Modifikationen beinhalten oftmals neue Einheiten (Unit Mods), neu gestaltete Einheiten (Sprites) oder veränderten Optionen im Spiel (Mutatoren Mods). Alle diese privat erstellten Modifikationen der Fangemeinde sind auf diversen Fanseiten und Foren zu finden und können dort kostenlos heruntergeladen werden.
Modifikationen sind in der Fangemeinde als Ergänzung zu den offiziellen Ergänzungssets (DLC) des Spielherstellers Slitherine weit verbreitet. Das Entwicklerstudio LordZGames und auch Slitherine stehen diesen Modifikationen sehr offen gegenüber und verweisen im eigenen Forum auf das Engagement der Fangemeinde. Auch die Entwickler selbst sind teilweise an den Modifikationen beteiligt und 2015 veröffentlichte der Kartendesigner Nikivdd eine Modifikation, die  SSI's original Panzer General Kampagne in Panzer Corps inklusive der ursprünglichen Audiobriefings wieder auferstehen lässt.

## Nachfolger
Am 8. März 2017 wurde die Fortsetzung der Reihe Panzer Corps 2 durch Slitherine Ltd. angekündigt. Das Spiel soll ursprünglich 2018 erscheinen, kam jedoch erst im März 2020 auf den Markt. Die Entwicklung erfolgt durch Flashback Games in der Unreal Engine 4.